# Przełączka w Wysokiej
Przełączka w Wysokiej (słow. Štrbina vo Vysokej, niem. Tatraspitze Gipfelscharte, węg. Tátra-csúcsi-oromrés) – przełęcz położona na wysokości 2537 m n.p.m. znajdująca się w grani głównej Tatr Wysokich w ich słowackiej części. Oddziela główny, południowo-wschodni wierzchołek Wysokiej od wierzchołka północno-zachodniego (z krzyżem). Na Przełączkę w Wysokiej nie prowadzą żadne znakowane szlaki turystyczne, jest dostępna jedynie dla taterników. Pierwsze wejścia na siodło przełęczy miały miejsce podczas pierwszych wejść na wierzchołki Wysokiej.
Na stronę północno-wschodnią, do Doliny Ciężkiej z Przełączki w Wysokiej opada bardzo stromy żleb. Prowadzi nim jedna z trudniejszych dróg wspinaczkowych na Wysoką, środkową częścią jej północnej ściany. Żleb opadający w przeciwną stronę (do Dolinki Smoczej) ma mniejsze nachylenie, fragmentem jego górnej części prowadzi tzw. droga przez Pazdury.

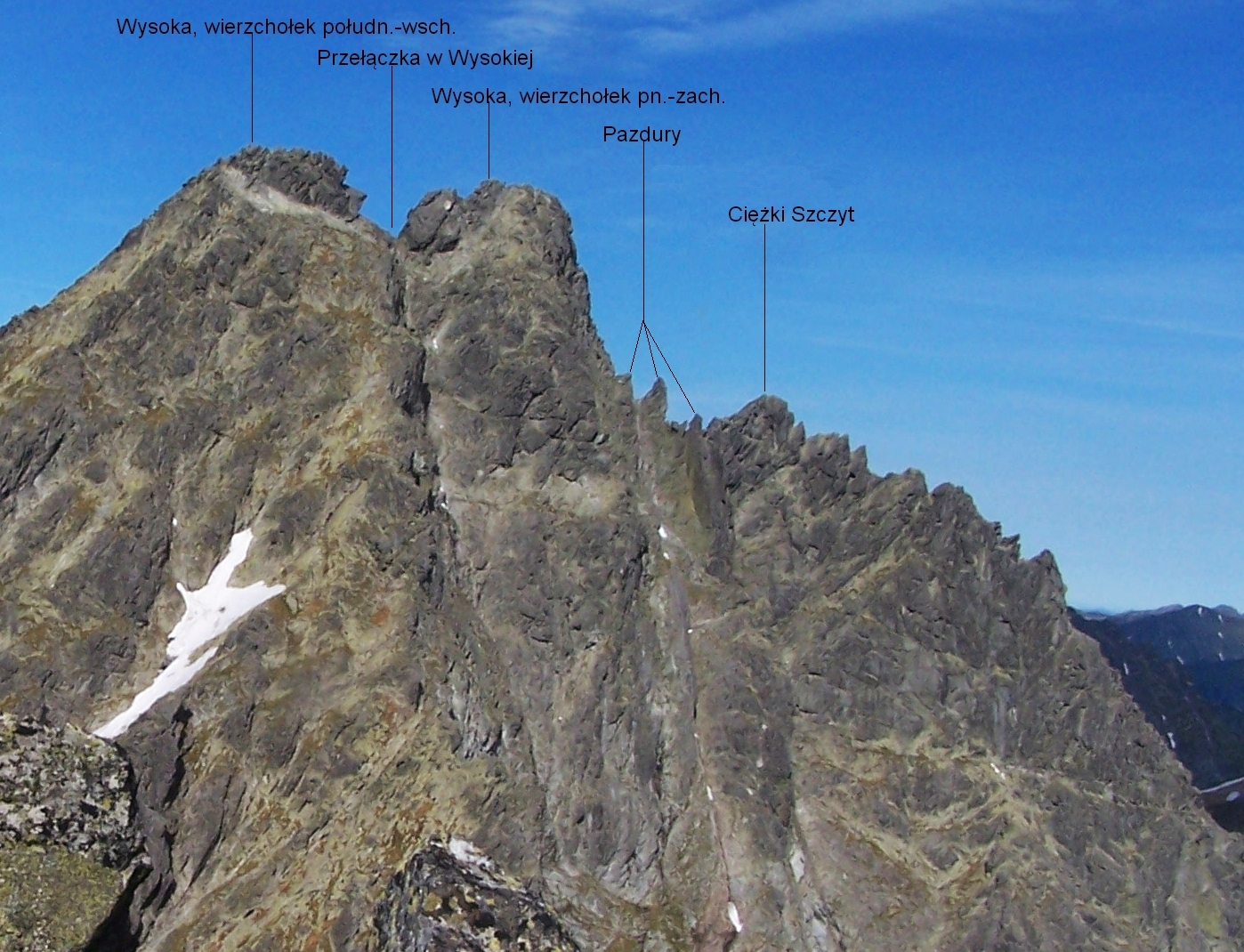
Widok z Ganku